# Wiata rowerowa

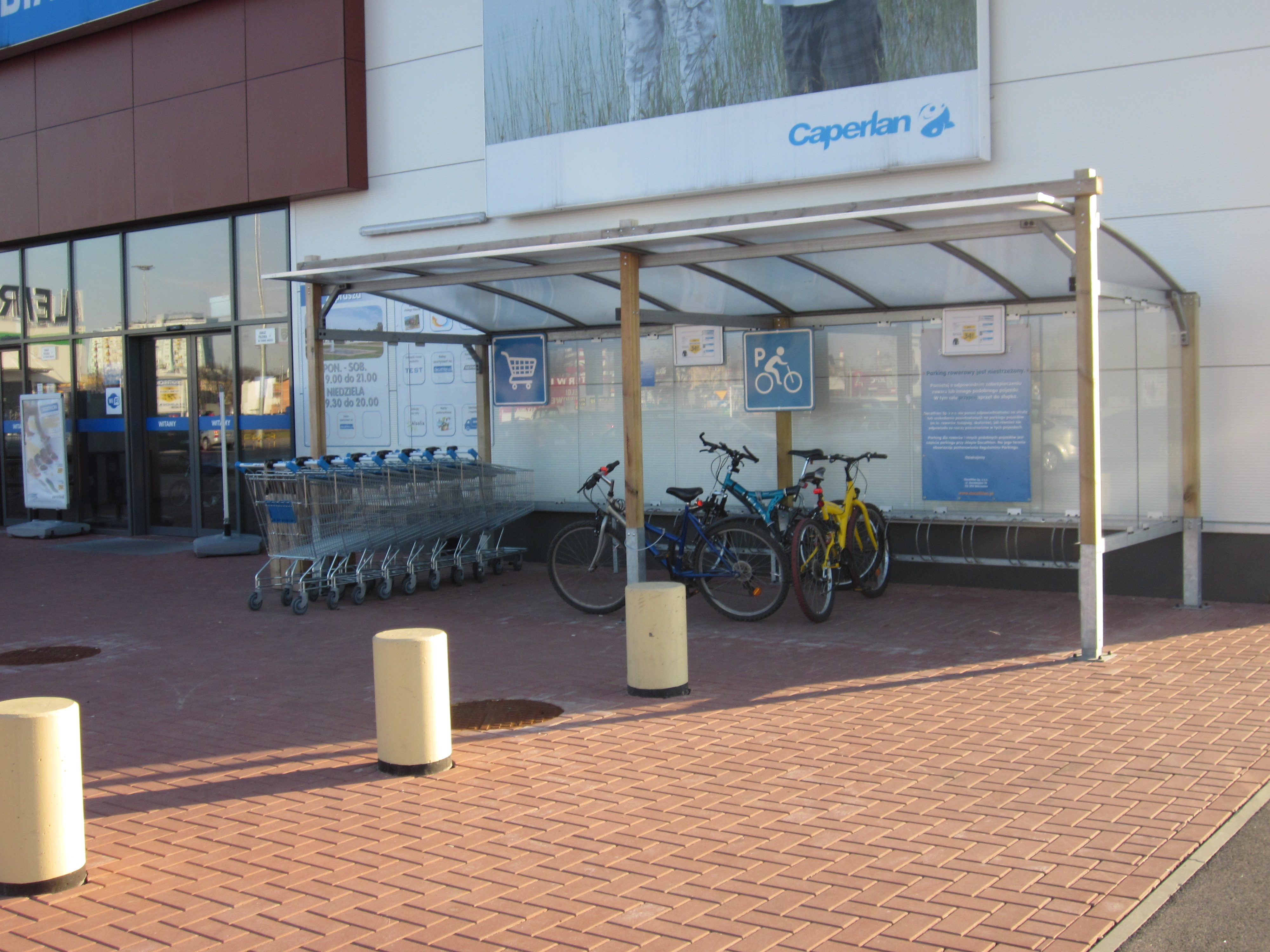
Wiata rowerowa w Białymstoku

Wiata rowerowa – zadaszony parking rowerowy, z otwartym dostępem (niezamykany), przeznaczony do parkowania krótkoterminowego rowerów; Zapewnia dodatkową ochronę przed warunkami atmosferycznymi. W Polsce stosowane w ramach przystanków komunikacji miejskiej w  punktach węzłowych jako element Intermodalnego transportu pasażerskiego oraz element infrastruktury Park & Ride. 
W kontekście prawa budowlanego nie stanowi budowli. 